# پل کنل
پل کنل (انگلیسی: Paul Cannell؛ زادهٔ ۲ سپتامبر ۱۹۵۳) بازیکن فوتبال اهل بریتانیا است.
از باشگاه‌هایی که در آن بازی کرده‌است می‌توان به باشگاه فوتبال نیوکاسل یونایتد و باشگاه فوتبال منزفیلد تاون اشاره کرد.